# Chapter Thirty-One: A Night to Remember
Chapter Thirty-One: A Night to Remember es el décimo octavo episodio de la segunda temporada y trigésimo primer episodio a lo largo de la serie estadounidense de drama, intriga y misterio, Riverdale. El episodio fue escrito por Arabella Anderson y Tessa Williams y dirigido por Jason Stone. Fue estrenado el 18 de abril de 2018 en Estados Unidos por la cadena The CW.
A medida que el Instituto Riverdale comienza los ensayos para su próxima producción, "Carrie the Musical", la llegada de una abominable carta obliga al director Kevin a tomar una decisión difícil sobre el espectáculo. Jughead usa su portada como documentalista musical para resolver el misterio detrás de la carta. Mientras tanto, la tensión entre Betty y Veronica continúan aumentando justo cuando Alice anuncia que se unirá al musical para pasar más tiempo con Betty. Por otra parte, Hiram anuncia un plan tortuoso para abrir una brecha entre Fred y Archie, mientras que Cheryl interpreta a Carrie White durante un enfrentamiento con su madre.

## Argumento
Kevin le pide a Jughead que haga un documental detrás de escena para la producción del instituto, Carrie: The Musical, los estudiantes vienen a la instituto y comienzan a ensayar, antes de presentarse a los demás miembros del elenco. Betty todavía está en desacuerdo con Veronica y enojada porque le mintió. Cheryl luego intenta demostrar que merece el papel de Carrie. Luego, se revela que Kevin recibió una carta en la que le pedía que reelija el papel de Carrie, pero cree que es una amenaza demasiado pequeña para venir del Enmascarado. Más tarde, Betty, Veronica, Archie y Chuck ensayan y luego, Archie pregunta si puede mantener el auto en su casa ya que su padre todavía no lo sabe.
Jughead le cuenta a Betty sobre la carta y creen que podría ser Ethel. Alice visita a FP en el trabajo, pero parece desinteresarse de ella. Cheryl y Josie ensayan, lo que hace que Cheryl se disculpe por sus acciones. Durante el ensayo, Betty acusa a Veronica de ser una personificación de su personaje, pero luego se disculpa con ella. Archie y Fred están trabajando en los sets para la obra cuando Hiram menciona el auto, lo que molesta a Fred. Betty descubre que su madre se culpa a sí misma por haber echado a Chic.
Kevin recibe otra carta en la que les dice que destituyan a Cheryl, lo cual está a punto de hacer cuando la madre de Cheryl le dice a Cheryl que no tiene permiso, ni la personalidad para interpretar a Carrie. Kevin informa a todos que Carrie fue reelegida, y Midge se hizo cargo. Toni va a consolar a Cheryl y la alienta a enfrentarse a su madre. Alice y Midge ensayan, pero Alice se molesta y sale corriendo del escenario, con Betty corriendo detrás de ella y consolándola. Archie se da cuenta de cuánto ha herido a su padre y se dirige a Hiram, diciéndole que no se interponga entre él y su padre antes de devolverle las llaves del auto.
En la noche de apertura, Betty hace arreglos para que Hal venga a la casa y él y Alice se reúnen. Archie compra un auto destartalado del depósito de chatarra para que él y su padre puedan trabajar juntos. El elenco está en el vestuario preparándose, mientras Cheryl va a Thistlehouse. Cheryl se enfrenta a su madre y amenaza con quemar la casa, demandando la emancipación, la custodia de su abuela, la casa, y que ella y Claudio se vayan. FP llega a la obra pero se va después de ver que Alice y Hal se reconciliaron.
Veronica le dice a Chuck que se dio cuenta de que su actitud ha cambiado mientras estuvo en la obra. Chic entra al camerino, sorprendiendo a Betty. Cuando comienza la obra, Alice comienza su parte y llama Midge, que no aparece. Cuando se levanta el telón, se revela que está atrapada en las paredes con cuchillos, junto a ella hay mensaje del Enmascarado. La multitud estalla en gritos al darse cuenta de que esto no era parte de la obra.

## Elenco
| - KJ Apa como Archibald "Archie" Andrews/Tommy Ross. - Lili Reinhart como Elizabeth "Betty" Cooper/Sue Snell. - Camila Mendes como Veronica Cecilia Lodge/Chris Hargensen. - Cole Sprouse como Forsythe Pendleton "Jughead" Jones III. - Marisol Nichols como Hermione Apollonia Lodge. - Madelaine Petsch como Cheryl Marjorie Blossom/Carrie White. - Ashleigh Murray como Josephine "Josie" McCoy/Rita Desjardin. - Mark Consuelos como Hiram Lodge. - Casey Cott como Kevin Keller. - Skeet Ulrich como Forsythe "FP" Jones II. - Mädchen Amick como Alice Cooper/Margaret White. - Luke Perry como Frederick "Fred" Andrews. | - Nathalie Boltt como Penelope Blossom. - Jordan Calloway como Chuck Clayton/Billy Nolan. - Martin Cummins como Tom Keller. - Hart Denton como Chic Smith. - Vanessa Morgan como Antoinette "Toni" Topaz/Norma Watson. - Lochlyn Munro como Hal Cooper. - Shannon Purser como Ethel Muggs/Helen Shyres. - Drew Ray Tanner como Fangs Fogarty. - Emilija Baranac como Midge Klump/Carrie White. - Cody Kearsley como Marmaduke "Moose" Mason. |

## Música
El 19 de abril de 2018, WaterTower Music lanzó una selección de música del episodio "A Night to Remember" realizado por los miembros del elenco. Se lanzará una edición de vinilo en las tiendas Urban Outfitters el 13 de julio de 2018.

| Listado de pistas |                                             |                                                               |          |  |
| N.º               | Título                                      | Intérprete(s)                                                 | Duración |  |
| 1.                | «In»                                        | Elenco de Riverdale                                           | 3:18     |  |
| 2.                | «Carrie»                                    | Madelaine Petsch                                              | 3:18     |  |
| 3.                | «Do Me a Favor»                             | KJ Apa, Lili Reinhart, Camila Mendes y Jordan Calloway        | 2:52     |  |
| 4.                | «Unsuspecting Hearts»                       | Ashleigh Murray y Madelaine Petsch                            | 2:55     |  |
| 5.                | «The World According to Chris»              | Camila Mendes, Vanessa Morgan, Shannon Purser y Lili Reinhart | 2:07     |  |
| 6.                | «The World According to Chris» (repetición) | Camila Mendes                                                 | 0:38     |  |
| 7.                | «You Shine»                                 | KJ Apa, Lili Reinhart y Camila Mendes                         | 1:55     |  |
| 8.                | «You Shine» (repetición, pista extra)       | Vanessa Morgan y Madelaine Petsch                             | 1:46     |  |
| 9.                | «Stay Here Instead»                         | Mädchen Amick y Emilija Baranac                               | 2:08     |  |
| 10.               | «A Night We'll Never Forget»                | Elenco de Riverdale                                           | 2:51     |  |
| 11.               | «Evening Prayers»                           | Mädchen Amick                                                 | 2:48     |  |
| 26:38             |                                             |                                                               |          |  |

## Recepción

### Audiencia
El episodio fue visto por 1.10 millones de espectadores, recibiendo 0.4 millones entre los espectadores entre 18-49 años.

### Crítica
El sitio web del agregador de reseñas Rotten Tomatoes le dio una calificación de aprobación del 100% para el episodio, en base a 12 reseñas, con una calificación promedio de 9.23/10. El consenso del sitio web dice: "En "A Night to Remember", la segunda temporada llega a su punto álgido cuando el primer y musicalmente esperado episodio musical de Riverdale entrelaza gloriosamente los numerosos temas de la serie en su misterio central de asesinato."